# Mono Jojoy
Jorge Briceño Suárez, nascido Víctor Julio Suárez Rojas, foi um chefe militar das Farc, as Forças Armadas Revolucionárias da Colômbia.